# Ruleta (Danna Paola)
Ruleta è un singolo della cantante messicana Danna Paola, pubblicato il 28 febbraio 2012 come primo estratto dall'album in studio Danna Paola.

## Video musicale
Il video musicale del singolo è stato girato nel gennaio 2012 a Guadalajara e ambientato in un luna park. Per le riprese, la Paola, si è servita di una crew di oltre 30 ballerini. Il video è stato pubblicato il 14 marzo 2012 sul canale ufficiale di Danna Paola.

## Tracce
1. Ruleta – 3:10